# Ramona Mănescu
Ramona Nicole Mănescu (ur. 6 grudnia 1972 w Konstancy) – rumuńska polityk i prawniczka, deputowana do Parlamentu Europejskiego VI, VII i VIII kadencji, minister transportu (2013–2014), minister spraw zagranicznych (2019).

## Życiorys
W 1999 została absolwentką wydziału prawa Uniwersytetu Bukareszteńskiego. Kształciła się też na studiach podyplomowych w Krajowym Kolegium Obrony, a także w instytucie dyplomatycznym przy Ministerstwie Spraw Zagranicznych. Od 2000 do 2005 praktykowała jako adwokat w ramach własnej kancelarii prawnej w Bukareszcie.
W 1990 wstąpiła do Partii Narodowo-Liberalnej. Od 2002 do 2004 była doradcą parlamentarnym, a w latach 2005–2007 wiceprzewodniczącą krajowego organu ds. młodzieży (w randze podsekretarza stanu).
W 2007 uzyskała mandat eurodeputowanej. W wyborach w 2009 skutecznie ubiegała się o reelekcję. W VII kadencji przystąpiła do grupy Porozumienia Liberałów i Demokratów na rzecz Europy oraz do Komisji Rynku Wewnętrznego i Ochrony Konsumentów. W 2013 złożyła mandat eurodeputowanej w związku z nominacją na ministra transportu w rumuńskim rządzie, pełniła tę funkcję do 2014. W wyniku wyborów w tym samym roku powróciła do Europarlamentu, w którym zasiadała do 2019. W 2017 zrezygnowała z członkostwa w PNL.
Związała się z Sojuszem Liberałów i Demokratów. Z jego rekomendacji w lipcu 2019 objęła urząd ministra spraw zagranicznych w rządzie Vioriki Dăncili. W sierpniu tegoż roku wbrew stanowisku swojej partii, która opuściła koalicję rządową, odmówiła podania się do dymisji. Odeszła jednak z całym gabinetem w listopadzie 2019.